# Samuel Stephens Kistler
Samuel Stephens Kistler (ur. 26 marca 1900 -?, 1975) – amerykański naukowiec i inżynier chemik, najlepiej znany z wynalezienia aerożelu, najlżejszego ze znanych ciał stałych.
Urodził się w małym miasteczku w Cedarville w północno-wschodniej Kalifornii. Po raz pierwszy zainteresował się chemią, w wieku 12 lat. Kiedy podjął naukę na University of the Pacific w 1917 r. miał w planie naukę gry na wiolonczeli, a następnie uzyskanie wykształcenia rolniczego. Zamiast tego po roku przeniósł się do Stanford University i uzyskał licencjat w dziedzinie chemii, następnie kontynuował naukę na inżynierii chemicznej.
Po studiach na krótko podjął pracę jako wykładowca w Standard Oil Company of California oraz nauczania chemii w College of the Pacific, aż do 1931 r., kiedy to przeniósł się do University of Illinois.
Dokładne okoliczności stworzenia pierwszego aerożelu nie są zarejestrowane. Pracę opisującą nowy materiał opublikował w czasopiśmie Nature.
Zmarł w 1975 r., na krótko przed ponownym wzrostem zainteresowania aerożelami, które spowodowane było przez odkrycie mniej czasochłonnej metody ich produkcji przez naukowców kierowanych przez Stanisława Teichnera.